# Oncidium dasytyle
Oncidium dasystyle é uma espécie de orquídeas do gênero Oncidium, da subfamília Epidendroideae pertencente à  família das Orquidáceas. É nativa do estado do Rio de Janeiro, Brasil.

## Sinônimos
- Carenidium dasytyle (Rchb.f.) Baptista (2006)